# کوپار، ساسکاچوان
کوپار، ساسکاچوان (به انگلیسی: Cupar, Saskatchewan) یک منطقهٔ مسکونی در کانادا است که در ساسکاچوان واقع شده‌است. کوپار ۰٫۸۰ کیلومتر مربع مساحت و ۵۷۹ نفر جمعیت دارد و ۶۱۰ متر بالاتر از سطح دریا واقع شده‌است.